# Rosendo Salazar
Rosendo Salazar Álamo (Zacapoaxtla, Puebla, 1 de marzo de 1888 - Ciudad de México, 17 de diciembre de 1971) fue un ideólogo, periodista y escritor mexicano, impulsor del movimiento obrero y del movimiento sindical. 

## Semblanza biográfica
Trabajó como cajista y corrector en la ciudad de Puebla de los Ángeles, en 1909 fue fundador de la Unión Tipográfica Mexicana. En 1911 durante la época de la Revolución mexicana fundó y dirigió el periódico La Patria de Serdán.
En 1912 se trasladó a la Ciudad de México, el 15 de julio, fue uno de los organizadores y fundadores de la Casa del Obrero Mundial (COM), la cual era una organización sindical basada en los ideales del anarcosindicalismo. En 1915, apoyó la revolución constitucionalista liderada por Venustiano Carranza, mediante los batallones rojos que lucharon contra las fuerzas villistas y zapatistas.
Una vez terminada la Revolución, fue militante de la Confederación General de Trabajadores, la cual fue fundada en 1921, así como en la Confederación General de Obreros y Campesinos de México (CGOCM) de la cual llegó a ser secretario general. En reconocimiento a su labor en favor de los trabajadores, fue nombrado secretario general honorario de la Confederación de Trabajadores de México (CTM).
En 1970, el Senado de la República le otorgó la Medalla Belisario Domínguez. Murió el 18 de diciembre de 1971, por decreto presidencial su cuerpo fue sepultado en la Rotonda de las Personas Ilustres.

«Ahora ya nadie podrá traicionar los ideales de comunidad y patria sin exponerse a ser visto y tratado como bárbaro.»

«En la medalla "Belisario Domínguez" que se me otorga y acepto con orgullo de revolucionario, miro la majestad de una vida celosa de la incolumidad de sus instituciones, que no tiene miedo para lanzar al rostro del asesino de Francisco I. Madero, que al fin lo destroza también a él, la maldición de la historia. Posee, además, otros significados; Fuerza a las instituciones de partido, siendo revolucionarias; fuerza a las instituciones de clase, siendo consecuentes con sus objetivos históricos; guerra a los depredadores, a los tránsfugas a los oportunistas; pero solidaridad absoluta con todas las fuerzas progresistas que integran el ideario de la Revolución Mexicana y sus gobiernos legítimamente constituidos.»
Rosendo Salazar, 7 de octubre de 1970.

## Publicaciones
Colaboró para las revistas Arte y Letras y La Semana Ilustrada, entre sus libros se encuentran:
- Las pugnas de la gleba en 1907.
- Hacia el porvenir: páginas para los obreros en 1920.
- México en pensamiento y en acción en 1926.
- Las masas mexicanas: sus poetas en 1930.
- Izquierda en 1935.
- Líderes y sindicatos en 1953.
- Fidel Velázquez en 1954.
- Historia de las luchas proletarias en 1956.
- La CTM, su historia su significado en 1956.
- Samuel Gompers, presencia de un líder en 1957.
- Del militarismo al civilismo en nuestra revolución: esbozo de una lucha que duró treinta y cinco años por la consecución de gobiernos nacionales no militares en 1958.
- Introducción al movimiento obrero británico en 1960.
- El demagogo: cuadros de la realidad mexicana en 1961.
- La carta de trabajo de la Revolución mexicana: fundamentos de una evolución en 1960.
- La Casa del Obrero Mundial en 1962.
- Ricardo Flores Magón, el adalid en 1963.
- Los primeros de mayo en México: contribución a la historia de la Revolución en 1965.
- Mensaje vital de la Revolución mexicana en 1967.
- Cantos de combate en 1970.
- El maíz, la planta más humana en 1971.